# Aravind Adiga
Aravind Adiga (Chennai, 23 ottobre 1974) è uno scrittore e giornalista indiano.
Il suo primo romanzo, La tigre bianca (The White Tiger), ha vinto il Booker Prize nel 2008.

## Origini ed educazione
Aravind Adiga nacque nel 1974 a Madras (oggi Chennai) da genitori di Mangalore. Crebbe a Mangalore e frequentò la Canara High School e la St. Aloysius High School, dove nel 1990 ottenne il SSLC (Secondary School Leaving Certificate) con il punteggio più alto nel suo stato. Quando la sua famiglia si trasferì a Sydney frequentò una scuola di agricoltura. In seguito studiò letteratura inglese all'università di Columbia e al Magdalen College a Oxford.

## Carriera
Adiga intraprese la carriera giornalistica come giornalista finanziario del Financial Times. Si occupò di borsa e investimenti, arrivando a intervistare, tra gli altri, Donald Trump. La sua recensione di Oscar and Lucinda, libro del precedente vincitore del Booker Prize Peter Carey, apparì su The Second Circle, una rassegna letteraria online. Successivamente fu assunto dal Time come corrispondente dall'Asia, ruolo che ricoprì per tre anni prima di diventare giornalista indipendente. Durante il periodo freelance ha scritto La tigre bianca (The White Tiger). Vive attualmente a Mumbai, India.

## La tigre bianca e il Booker Prize
Il romanzo di debutto di Adiga, La tigre bianca (The White Tiger), vinse il Booker Prize nel 2008. Il romanzo studia il contrasto tra l'ascesa dell'India come moderna potenza economica mondiale e il protagonista, Balram, che arriva dal povero mondo rurale indiano. Adiga ha spiegato che "la critica sociale di scrittori del XIX secolo come Flaubert, Balzac e Dickens ha aiutato Inghilterra e Francia a diventare società migliori".
Nell'aprile del 2009 è stato annunciato l'adattamento cinematografico de La tigre bianca.

## Fra due omicidi
Il secondo libro di Adiga, Fra due omicidi (Between the Assassinations), è stato pubblicato in India nel novembre del 2008 e in Gran Bretagna e Stati Uniti nel 2009. Il libro tratta 12 storie brevi connesse tra loro.

## Opere

### Romanzi

#### In italiano
- La tigre bianca, traduzione di Norman Gobetti, Torino, Einaudi, 2008, ISBN 9788806192006.
- Fra due omicidi, traduzione di Norman Gobetti, Torino, Einaudi, 2010, ISBN 9788806200985.
- L'ultimo uomo nella torre, collana Super ET, traduzione di Norman Gobetti, Torino, Einaudi, 2013, ISBN 9788806215590.
- Selection day, traduzione di Norman Gobetti, Torino, Einaudi, 2017, ISBN 9788806232344.

#### In inglese
- (EN) The white tiger, Londra, Atlantic books, 2008, ISBN 9781848870420.
- (EN) Between the assassinations, Londra, Atlantic books, 2009, ISBN 9781848871229.
- (EN) Last man in tower, Londra, Atlantic books, 2011, ISBN 9781848875173.
- (EN) Selection day: a novel, New York, Scribner, 2017, ISBN 9781501150845.

### Racconti brevi
- The Sultan's Battery (The Guardian, 18 ottobre 2008)
- Smack (The Sunday Times, 16 novembre 2008)
- Last Christmas in Bandra (The Times, 19 dicembre 2008)
- The Elephant (The New Yorker, 26 gennaio 2009)